# Bernhard von Gaza
Bernhard von Gaza (6 de maio de 1881 - 25 de setembro de 1917) foi um remador alemão.
Bernhard von Gaza competiu nos Jogos Olímpicos de 1908, competição na qual conquistou a medalha de bronze no skiff simples.
Acabou falecendo em ação durante a Primeira Guerra Mundial.